# Aran Fawddwy
Aran Fawddwy är ett berg i Storbritannien.   Det ligger i kommunen Gwynedd och riksdelen Wales, i den södra delen av landet, 280 km nordväst om huvudstaden London. Toppen på Aran Fawddwy är 905 meter över havet.
Terrängen runt Aran Fawddwy är huvudsakligen lite kuperad. Aran Fawddwy är den högsta punkten i trakten. Runt Aran Fawddwy är det ganska glesbefolkat, med 45 invånare per kvadratkilometer. Närmaste större samhälle är Dolgellau, 16,1 km väster om Aran Fawddwy. Trakten runt Aran Fawddwy består i huvudsak av gräsmarker.